# Jeff Schultz
Pour les articles homonymes, voir Schultz.
Jeff Schultz (né le 25 février 1986 à Calgary dans la province d'Alberta au Canada) est un joueur professionnel canadien de hockey sur glace,. Il évolue au poste de défenseur. Il est le frère de Ian Schultz.

## Carrière de joueur
En 2002, il débute avec les Hitmen de Calgary dans la Ligue de hockey de l'Ouest. Il est choisi en 1er ronde, 27e au total par les Capitals de Washington au repêchage d'entrée de 2004. En 2005, il passe professionnel avec les Bears de Hershey dans la Ligue américaine de hockey. Le 22 décembre 2006, il débute dans la Ligue nationale de hockey avec les Capitals.
Le 5 juillet 2013, il signe à titre d'agent libre avec les Kings de Los Angeles.
Le 5 juillet 2016, il signe à titre d'agent libre avec les Ducks d'Anaheim.

## Carrière internationale
Il a représenté le Canada en sélections jeunes.

## Statistiques

### En club
| Saison     | Équipe                 | Ligue      |     | Saison régulière | Saison régulière | Saison régulière | Saison régulière | Saison régulière |   | Séries éliminatoires | Séries éliminatoires | Séries éliminatoires | Séries éliminatoires | Séries éliminatoires |
| Saison     | Équipe                 | Ligue      | PJ  | B                | A                | Pts              | Pun              | PJ               | B | A                    | Pts                  | Pun                  |                      |                      |
| 2002-2003  | Hitmen de Calgary      | LHou       | 50  | 2                | 1                | 3                | 4                | 4                | 0 | 0                    | 0                    | 0                    |                      |                      |
| 2003-2004  | Hitmen de Calgary      | LHou       | 72  | 11               | 24               | 35               | 33               | 7                | 1 | 1                    | 2                    | 0                    |                      |                      |
| 2004-2005  | Hitmen de Calgary      | LHou       | 72  | 2                | 27               | 29               | 31               | 12               | 2 | 1                    | 3                    | 6                    |                      |                      |
| 2005-2006  | Hitmen de Calgary      | LHou       | 68  | 7                | 33               | 40               | 36               | 13               | 4 | 6                    | 10                   | 6                    |                      |                      |
| 2005-2006  | Bears de Hershey       | LAH        | -   | -                | -                | -                | -                | 7                | 1 | 3                    | 4                    | 4                    |                      |                      |
| 2006-2007  | Bears de Hershey       | LAH        | 44  | 2                | 10               | 12               | 39               | 19               | 0 | 1                    | 1                    | 18                   |                      |                      |
| 2006-2007  | Capitals de Washington | LNH        | 38  | 0                | 3                | 3                | 16               | -                | - | -                    | -                    | -                    |                      |                      |
| 2007-2008  | Bears de Hershey       | LAH        | 1   | 0                | 0                | 0                | 0                | -                | - | -                    | -                    | -                    |                      |                      |
| 2007-2008  | Capitals de Washington | LNH        | 72  | 5                | 13               | 18               | 28               | 2                | 0 | 0                    | 0                    | 2                    |                      |                      |
| 2008-2009  | Capitals de Washington | LNH        | 64  | 1                | 11               | 12               | 21               | 1                | 0 | 0                    | 0                    | 0                    |                      |                      |
| 2009-2010  | Capitals de Washington | LNH        | 73  | 3                | 20               | 23               | 32               | 7                | 0 | 1                    | 1                    | 4                    |                      |                      |
| 2010-2011  | Capitals de Washington | LNH        | 72  | 1                | 9                | 10               | 12               | 9                | 0 | 0                    | 0                    | 6                    |                      |                      |
| 2011-2012  | Capitals de Washington | LNH        | 54  | 1                | 5                | 6                | 12               | 10               | 0 | 0                    | 0                    | 2                    |                      |                      |
| 2012-2013  | Capitals de Washington | LNH        | 26  | 0                | 3                | 3                | 12               | -                | - | -                    | -                    | -                    |                      |                      |
| 2013-2014  | Monarchs de Manchester | LAH        | 67  | 2                | 11               | 13               | 32               | 2                | 0 | 0                    | 0                    | 2                    |                      |                      |
| 2013-2014  | Kings de Los Angeles   | LNH        | -   | -                | -                | -                | -                | 7                | 0 | 0                    | 0                    | 0                    |                      |                      |
| 2014-2015  | Monarchs de Manchester | LAH        | 52  | 3                | 13               | 16               | 30               | 14               | 0 | 3                    | 3                    | 10                   |                      |                      |
| 2014-2015  | Kings de Los Angeles   | LNH        | 9   | 0                | 1                | 1                | 4                | -                | - | -                    | -                    | -                    |                      |                      |
| 2015-2016  | Kings de Los Angeles   | LAH        | 1   | 0                | 0                | 0                | 0                | -                | - | -                    | -                    | -                    |                      |                      |
| 2015-2016  | Reign d'Ontario        | LAH        | 66  | 3                | 15               | 18               | 24               | 13               | 1 | 3                    | 4                    | 2                    |                      |                      |
| 2016-2017  | Gulls de San Diego     | LAH        | 65  | 0                | 15               | 15               | 18               | 10               | 0 | 1                    | 1                    | 2                    |                      |                      |
| 2017-2018  | Gulls de San Diego     | LAH        | 36  | 1                | 5                | 6                | 12               | -                | - | -                    | -                    | -                    |                      |                      |
| Totaux LNH | Totaux LNH             | Totaux LNH | 409 | 11               | 65               | 76               | 137              | 36               | 0 | 1                    | 1                    | 14                   |                      |                      |

### En équipe nationale
| Année | Compétition                  |   | PJ | B | A | Pts | Pun      |  | Résultat |
| 2004  | Championnat du monde -18 ans | 7 | 0  | 0 | 0 | 2   | 4e place |  |          |

## Trophée et distincton

### Ligue américaine de hockey
- Il gagne la Coupe Calder avec les Bears de Hershey en 2005-2006.

- Il gagne la Coupe Calder avec les Monarchs de Manchester en 2014-2015.

### Ligue nationale de hockey
- Il gagne la Coupe Stanley avec les Kings de Los Angeles en 2013-2014.

### Coupe Spengler
- Il gagne la Coupe Spengler avec l'équipe Canada en 2018.